# Pàtria (llibre de poemes)
Pàtria és un llibre de poemes escrit per Jacint Verdaguer (1845-1902) i publicat l'any 1888. Constitueix una antologia pròpia amb temes, registres i formes característiques de la seva obra, tenint com a temàtica principal l'enaltiment del passat, present i futur de Catalunya des d'una òptica nacionalista i cristianitzadora.
Format per quaranta-sis composicions escrites entre el 1865 i el 1888, va ser el primer llibre en vers que Verdaguer va publicar després de Canigó (1886) i és vist com una culminació de la seva carrera literària al servei dels objectius patrioticoreligiosos del catalanisme conservador de l'Església catalana encapçalada per Josep Morgades –bisbe de Vic i a partir de 1899 de Barcelona– i Jaume Collell.

## Context
Verdaguer manifestà des de ben jove un sentiment patriòtic que, si bé no era exclusivament català –també era vigatà i espanyol–, sí que aquesta era la faceta que s'expressava amb més claredat i entusiasme. Així, per a l'autor pàtria (o poble) designa Catalunya i en un sentit més ampli els territoris de parla catalana, mentre que nació refereix al marc més ampli de l'Espanya catòlica enfront dels estats europeus laics o protestants. Sigui com sigui, la seva concepció identitària ambivalent té com a arrels la tradició cristiana i el providencialisme, és a dir, la voluntat de Déu com a creador.
La reivindicació de la personalitat pròpia de Catalunya per part de Verdaguer, que havia participat a la comissió que va presentar al rei Alfons XII el primer Memorial de greuges (1885), constitueix doncs tota una declaració d'intencions d'un «vertader patriotisme» i d'un «fer pàtria», en paraules del pròleg de Collell, que esdevenen superadors de l'Espanya uniforme i uniformitzadora de la Restauració borbònica:
| «               | Perquè, en veritat, més que d'arriscada, de folla podia calificar-se l'empresa de voler restaurar una literatura ben morta i enterrada en la tomba de les biblioteques i arxius, i tornar l'esplendor literari a una desvalguda llengua de pagesos que es trobava, i es troba encara, posada en un entredit civil —i vulla Déu que no sia eclesiàstic en alguns indrets— que és una flagrant iniquitat; i més follia encara voler oposar-se a la doble corrent del cosmopolitisme nivellador i de l'uniformisme absorbent de la política centralisadora, que troba desgraciadament prous auxiliars a casa nostra per a que li sia més fàcil la seva tasca. | » |
| — Jaume Collell | |   |

L'any 1877 el poeta i publicista belga Benoît Quintet va publicar un opuscle catòlic i antiliberal titulat Patrie. Les seves composicions, de format divers i escrites en diferents moments, traspuen un patriotisme d'ideologia monàrquica i un catolicisme combatiu, que es resumeix en la idea que sense religió la pàtria no perdura. Les similituds entre les dues obres són importants més enllà de la temàtica i del títol, car també inclouen dedicatòries a figures destacades de les ciutats natals dels dos poetes. Per aquest motiu Narcís Garolera, estudiós de la figura de Verdaguer, proposa considerar l'obra apareguda a Bèlgica –on l'autor català va passar l'any 1884– com un model o punt de partida per al recull aparegut onze anys més tard.

## Contingut
D'entre els quaranta-sis poemes que inclou el llibre n'hi ha de joventut i de maduresa, catorze de les quals eren inèdits. A nivell formal i mètric s'hi barregen els gèneres de l'oda, el sonet o els romanços històrics, entre d'altres.
Sota una certa unitat temàtica s'hi poden distingir els següents grans blocs temàtics:
- Temes històrico-llegendaris: sobre Jaume I («Lo Pi de les Tres Branques»), les guerres dels Segadors («Nit de sang»), de Successió («Los vigatans») i del Francès («Catalunya a l'any vuit»), així com episodis de guerrillers i bandolers («Los Mossos de l'Esquadra») o extrets del llegendari de la tradició vallespirenca («Lo pare Falgàs»).
- Patriotisme: en els tres nivells esmentats de vigatanisme («Lo temple d'Ausa»), catalanisme («Les barres de sang») i espanyolisme («La batalla de Lepant»).
- L'enyorança: aquesta temàtica, de clara filiació romàntica, inclou composicions ben conegudes com «L'emigrant» i «Los dos campanars», més tard inclòs com a epíleg a Canigó.

D'entre totes les composicions, una de les que va tenir més ressò va ser l'oda «A Barcelona», que havia guanyat els Jocs Florals de Barcelona de 1883 i va ser publicada per l'Ajuntament de la capital catalana. En aquesta peça s'hi mostra una bona síntesi del pensament patriòtic verdaguerià, que combina elements del passat –històric i mític— amb una visió de progrés i de futur, tot des d'una concepció profundament religiosa, com sintetitza la darrera estrofa de l'extens poema:
«Lo teu present esplèndid és de nous temps aurora;
tot somiant fulleja lo llibre del passat;
treballa, pensa, lluita; mes creu, espera i ora.
Qui enfonsa o alça els pobles és Déu, que els ha creat.»

## Poemes
- A la Verge de Montserrat
- A Barcelona
- Lo Pi de les Tres Branques
- Lo temple d'Ausa
- La puntaire
- Los Mossos de l'Esquadra
- L'Empordà
- Enyorança
- Manso
- En la mort d'en Francisco Casas i Amigó
- Lo gegant i la cativa
- Cançó del raier
- Los dos campanars
- La corona
- A Vic
- Los vigatans
- Catalunya a l'any vuit
- La batalla de Lepant
- Lo Ter i lo Freser
- L'arpa
- L'emigrant
- Somiant l'Atlàntida
- Lluny de ma terra
- La Plana de Vic
- Fontalba
- Lo pare Falgars
- Nit de sang
- Los fills del Canigó
- La reina dels Jocs Florals
- L'apòstol dels negres
- Les barres de sang
- Soledat
- Al Doctor D. Benet Vilamitjana
- Lo Farell
- A la verge del Mont
- Davant d'un mapa
- Santa Madrona
- La palmera de Jonqueres
- L'Oreneta
- Barcelona a Montpeller
- Ausona
- Los poetes a la Verge de Montserrat
- Don Jaume en Sant Jeroni
- A uns poetes catalans
- La mort de Balmes
- La barretina

## Edicions
- Patria. Poesíes de Mossen Jacinto Verdaguer. Ab un prólech de Mossen Jaume Collell.  Barcelona: Estampa de Fidel Giró, 1888.
- Pàtria. Aires del Montseny.  Barcelona: Llibreria Catalònia, 1934 (Obres completes, vol. VII).
- Pàtria. Aires del Montseny.  Barcelona: Selecta, 1970 (Biblioteca Selecta).
- Pàtria. A cura de Ramon Pinyol i Torrents.  Vic: Eumo Editorial, 2002 (Estudis Verdaguerians). ISBN 978-84-7602-719-6.
- Pàtria. Edició de Narcís Garolera.  Barcelona: Edicions de 1984, 2002. ISBN 84-86540-90-9.